# Torre a Castello
Torre a Castello è una frazione del comune italiano di Asciano, nella provincia di Siena, in Toscana.

## Storia
Torre a Castello nacque in epoca alto-medievale e fu signoria dei conti della Berardenga e della Scialenga, che posero il borgo sotto la protezione della Repubblica di Siena nel 1175. Il borgo fu attaccato e saccheggiato dai Fiorentini nel 1234, ma poté riprendersi in seguito alla vittoria senese nella battaglia di Montaperti, che permise a Torre a Castello di costituirsi comune quando la Repubblica gli assegnò un proprio podestà.
In seguito al regolamento granducale delle amministrazioni locali del 9 dicembre 1777, la comunità di Torre a Castello fu unita a quella di Asciano.
Torre a Castello contava 247 abitanti nel 1833.

## Monumenti e luoghi d'interesse

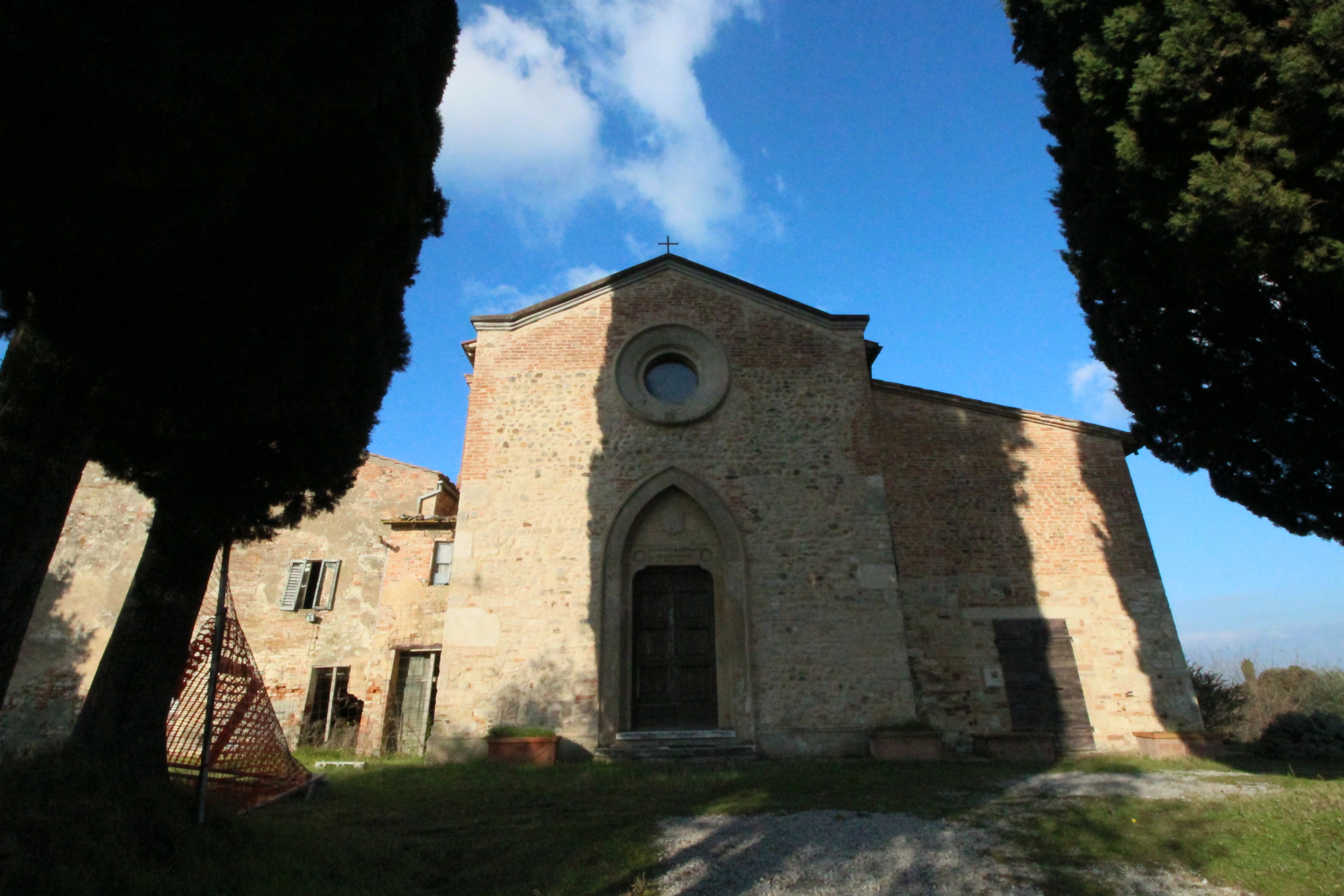
La chiesa di Santa Maria

A Torre a Castello si trova la chiesa di Santa Maria, in stato di semi-abbandono, ma che un tempo fu chiesa parrocchiale inserita nella pievania di San Vito in Versuris. La si trova citata dal 1275. A partire dal 1318 è documentata a Torre a Castello la presenza di un'altra chiesa intitolata a San Salvatore, tuttavia scomparsa e di difficile individuazione.
Dell'antica fortezza rimangono alcuni resti murari e la torre che dà il nome alla frazione, inglobati e trasformati nelle due ville signorili che furono proprietà delle famiglie Piccolomini e Cinughi.